# Festung Udscharma
Die Festung Udscharma  (georgisch უჯარმის ციხე) ist eine mittelalterliche georgische Festung in der Region Kachetien, in der Munizipalität Sagaredscho. 
Sie liegt etwa vier Kilometer nördlich des gleichnamigen Dorfes Udscharma, am rechten Ufer des Flusses Iori und nahe dem Gebirgspass Gombori.
Nach Angaben des georgischen Chronisten Leonti Mroweli (11. Jh.) wurde der Grundstein zur Festung Udscharma vom georgisch-iberischen König Aspagur im 3.–4. Jahrhundert gelegt. In der Regierungszeit von König Wachtang Gorgassali wurde die Festung erweitert und als Residenz genutzt, sie blieb auch in der Folge ein bedeutender Ort. 
Bei dem Einfall der Araber in die zuvor von Persien dominierte Kaukasusregion wurde Udschamara im Jahr 914 erobert. Die Kämpfe hatten schwere Zerstörungen an der Bausubstanz hinterlassen. In den Ruinen entstand eine kleine Siedlung. Erst im 12. Jahrhundert wurde Udscharma vom georgischen König Giorgi III. als Festung erneuert. Auch diese Anlage wurde in den folgenden Jahrhunderten wieder und wieder zerstört, daher blieb dort nur eine Trümmerstätte erhalten.